# فولكر بروك
فولكر بروك (بالألمانية: Volker Bruch)‏ هو ممثل ألماني، ولد في 9 مارس 1980 بميونخ في ألمانيا. بدأ مشواره المهني سنة 2002.

## أعمال

### أفلام
- (2008) القارئ[2][3]
- (2008) بارون أحمر[4]
- (2018) الفتاة في نسيج العنكبوت

## وصلات خارجية
- فولكر بروك على موقع IMDb (الإنجليزية)
- فولكر بروك على موقع مونزينجر (الألمانية)
- فولكر بروك على موقع ألو سيني (الفرنسية)
- فولكر بروك على موقع ميوزك برينز (الإنجليزية)
- فولكر بروك على موقع أول موفي (الإنجليزية)
- فولكر بروك على موقع قاعدة بيانات الأفلام السويدية (السويدية)
- فولكر بروك على موقع ديسكوغز (الإنجليزية)
- فولكر بروك على موقع قاعدة بيانات الفيلم (الإنجليزية)
- فولكر بروك على موقع كينوبويسك (الروسية)